# Graeme Morrice

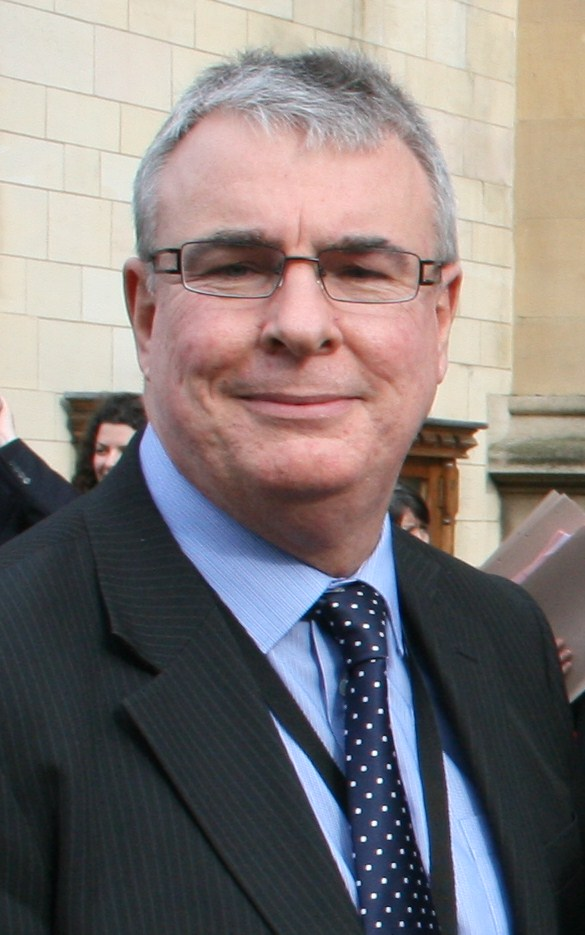
Graeme Morrice

Graeme Morrice (* 23. Februar 1959 in Edinburgh) ist ein schottischer Politiker.

## Leben
Morrice wurde 1959 in Edinburgh geboren. Er besuchte die Broxburn Academy und studierte dann an der Napier University Wirtschaftswissenschaften. Morrice ist ledig.

## Politischer Werdegang
Bereits 1979 trat Morrice in die Labour Party ein. Im Jahre 1987 wurde Morrice in den Regionalrat von West Lothian gewählt und saß zwischen 1995 und 2007 dem Rat vor. Sein Parteikollege Jim Devine, welcher das Mandat des Wahlkreises Livingston hielt, gehörte zu jenen Unterhausabgeordneten, denen in einem landesweiten Skandal 2009 das Einreichen gefälschter Rechnungen zu Lasten des Staates vorgeworfen wurde. Obschon zu diesem Zeitpunkt noch nicht verurteilt, entschied die Kandidatenkommission der schottischen Labour Party, Devine nicht zu den Unterhauswahlen 2010 anzusetzen. Als Nachfolger wurde Morrice bestimmt. Er hielt das Mandat für die Labour Party und zog in der Folge erstmals in das britische Unterhaus ein.
Im Parlament nahm Morrice die Position eines Parliamentary Private Secretary für John Denham ein, welcher im Schattenkabinett der Labour Party als Wirtschaftsminister vorgesehen war. Ab 2012 bekleidete er dann die äquivalente Position unter der Schatten-Schottlandministerin Margaret Curran ein. Nach massiven Stimmgewinnen der SNP bei den Unterhauswahlen 2015 schied Morrice nach nur einer Wahlperiode wieder aus dem House of Commons aus. Das Mandat ging an die SNP-Kandidatin Hannah Bardell.